# Deyverson
Deyverson Brum Silva Acosta, noto semplicemente come Deyverson (Rio de Janeiro, 8 maggio 1991), è un calciatore brasiliano, attaccante del Fortaleza.

## Caratteristiche tecniche
È una punta centrale molto forte fisicamente.

## Carriera
Deyverson è stato acquistato dal Benfica il 3 agosto 2012, siglando un contratto di 3 anni e venendo girato alla formazione B. Debutta con il nuovo club contro il Tondela e segna la sua prima rete contro l'Oliveirense.
Il 6 agosto 2013 si è trasferito al Belenenses, firmando un contratto della durata di 4 anni. Effettua anche un breve prestito al Colonia. Il 26 luglio 2015 si è trasferito al Levante per la somma di 750.000 euro. La stagione gioca in prestito all'Alavès.
Nel settembre 2017, passa al Palmeiras dove vincerà nel 2020 e nel 2021 la Coppa Libertadores, ricevendo il premio come uomo partita della finale del 2021.

## Statistiche

### Presenze e reti nei club
Statistiche aggiornate al 4 gennaio 2025.
| Stagione                | Squadra                 | Campionato              | Campionato | Campionato | Coppe nazionali | Coppe nazionali | Coppe nazionali | Coppe internazionali | Coppe internazionali | Coppe internazionali | Altre coppe | Altre coppe | Altre coppe | Totale | Totale |
| Stagione                | Squadra                 | Comp                    | Pres       | Reti       | Comp            | Pres            | Reti            | Comp                 | Pres                 | Reti                 | Comp        | Pres        | Reti        | Pres   | Reti   |
| ----------------------- | ----------------------- | ----------------------- | ---------- | ---------- | --------------- | --------------- | --------------- | -------------------- | -------------------- | -------------------- | ----------- | ----------- | ----------- | ------ | ------ |
| 2012-2013               | Benfica B               | SL                      | 29         | 8          | -               | -               | -               | -                    | -                    | -                    | -           | -           | -           | 29     | 8      |
| 2013-2014               | Belenenses              | PL                      | 8          | 3          | CP+CdL          | 0+1             | 0+0             | -                    | -                    | -                    | -           | -           | -           | 9      | 3      |
| 2014-gen. 2015          | Belenenses              | PL                      | 16         | 8          | CP+CdL          | 4+5             | 1+0             | -                    | -                    | -                    | -           | -           | -           | 25     | 9      |
| Totale Belenenses       | Totale Belenenses       | Totale Belenenses       | 24         | 11         |                 | 10              | 1               |                      | -                    | -                    |             | -           | -           | 34     | 12     |
| gen.-giu. 2015          | Colonia                 | BL                      | 8          | 1          | CG              | 1               | 1               | -                    | -                    | -                    | -           | -           | -           | 9      | 2      |
| 2015-2016               | Levante                 | PD                      | 33         | 9          | CR              | 0               | 0               | -                    | -                    | -                    | -           | -           | -           | 33     | 9      |
| 2016-2017               | Alavés                  | PD                      | 32         | 7          | CR              | 5               | 0               | -                    | -                    | -                    | -           | -           | -           | 37     | 7      |
| 2017                    | Palmeiras               | A                       | 19         | 7          | CB              | 0               | 0               | CL                   | 1                    | 0                    | -           | -           | -           | 20     | 7      |
| 2018                    | Palmeiras               | A1/SP+A                 | 2+26       | 0+9        | CB              | 3               | 0               | CL                   | 8                    | 0                    | -           | -           | -           | 39     | 9      |
| 2019                    | Palmeiras               | A1/SP+A                 | 7+24       | 1+5        | CB              | 3               | 0               | CL                   | 7                    | 2                    | -           | -           | -           | 41     | 8      |
| gen.-giu. 2020          | Getafe                  | PD                      | 5          | 0          | CR              | 0               | 0               | UEL                  | 2                    | 1                    | -           | -           | -           | 7      | 1      |
| 2020-2021               | Alavés                  | PD                      | 27         | 1          | CR              | 2               | 0               | -                    | -                    | -                    | -           | -           | -           | 29     | 1      |
| Totale Alaves           | Totale Alaves           | Totale Alaves           | 59         | 8          |                 | 7               | 0               |                      | -                    | -                    |             | -           | -           | 66     | 8      |
| 2021                    | Palmeiras               | A                       | 27         | 4          | CB              | 0               | 0               | CL                   | 5                    | 1                    | -           | -           | -           | 32     | 5      |
| gen.-lug. 2022          | Palmeiras               | A1/SP+A                 | 7+0        | 1+0        | CB              | 0               | 0               | CL                   | 0                    | 0                    | RS+CmC      | 0+2         | 0+0         | 9      | 1      |
| Totale Palmeiras        | Totale Palmeiras        | Totale Palmeiras        | 16+96      | 2+25       |                 | 6               | 0               |                      | 21                   | 3                    |             | 2           | 0           | 141    | 30     |
| lug.-dic. 2022          | Cuiabá                  | A                       | 16         | 6          | CB              | 0               | 0               | -                    | -                    | -                    | -           | -           | -           | 16     | 6      |
| 2023                    | Cuiabá                  | PD/MT+A                 | 5+36       | 3+12       | CB              | 1               | 0               | -                    | -                    | -                    | CV          | 3           | 2           | 45     | 17     |
| gen.-ago. 2024          | Cuiabá                  | PD/MT+A                 | 10+4       | 4+0        | CB              | 2               | 0               | CS                   | 4                    | 3                    | CV          | 2           | 2           | 22     | 9      |
| Totale Cuiaba           | Totale Cuiaba           | Totale Cuiaba           | 15+56      | 7+18       |                 | 3               | 0               |                      | 4                    | 3                    |             | 5           | 4           | 83     | 32     |
| ago.-dic. 2024          | Atlético Mineiro        | A                       | 17         | 2          | CB              | 0               | 0               | CL                   | 6                    | 4                    | -           | -           | -           | 23     | 6      |
| 2025                    | Atlético Mineiro        | M1/MG+A                 | 7+0        | 1+0        | CB              | 2               | 1               | CS                   | 0                    | 0                    | -           | -           | -           | 9      | 2      |
| Totale Atletico Mineiro | Totale Atletico Mineiro | Totale Atletico Mineiro | 7+17       | 1+2        |                 | 2               | 1               |                      | 6                    | 4                    |             | -           | -           | 32     | 8      |
| Totale carriera         | Totale carriera         | Totale carriera         | 365        | 92         |                 | 29              | 3               |                      | 33                   | 11                   |             | 7           | 4           | 434    | 110    |

## Palmarès

### Competizioni nazionali
- Campionato brasiliano: 1

Palmeiras: 2018

### Competizioni internazionali
- Coppa Libertadores: 1

Palmeiras: 2021
- Recopa Sudamericana: 1

Palmeiras: 2022

### Competizioni statali
- Campionato paulista: 1

Palmeiras: 2022
- Campionato Mato-Grossense: 1

Cuiabá: 2023
- Campionato mineiro: 1

Atlético Mineiro: 2025